# Maria-Sabina Draga Alexandru
Maria-Sabina Draga Alexandru és professora d'Estudis Americans a la Universitat de Bucarest (Romania). La seva àrea d'investigació inclou literatures contemporànies en anglès, postcolonialisme, literatures americanes ètniques i literatura de les dones. Ensenya també català a la mateixa institució i tradueix i escriu sobre la narrativa contemporània catalana (Lluís-Anton Baulenas, Manuel de Pedrolo i Carme Riera).
Fins ara ha traduït dues obres narratives de la literatura catalana, publicades per l'editorial Meronia de Bucarest: Firul de argint ('El fil de plata') de Lluís-Anton Baulenas (2009) i Manuscrisul celei de a doua origini (Mecanoscrit del segon origen) de Manuel de Pedrolo (2000). Ha publicat articles en revistes romaneses i internacionals i també llibres: Women's Voices in Post-Communist Eastern Europe, dos volums (editats amb Medelina Nicolaescu i Helen Smith, Bucarest: Editorial de la Universitat de Bucarest, 2005 i 2006); Identity Performance in Contemporary Non-WASP American Fiction (Bucarest: Editorial de la Universitat de Bucarest, 2008); Cultura româneasco în perspectiva transatlantico: Interviuri (co-editat amb Teodora Cerban-Oprescu, Editorial de la Universitat de Bucarest, 2009); Performance and Performativity in Contemporary Indian Fiction in English (Amsterdam: Rodopi, 2012).
El seu següent projecte serà sobre els orígens surrealistes de les literatures postmodernistes en una perspectiva comparativa, amb un capítol sobre la literatura i l'art català.